# Antonio Vila-Coro
Antonio Vila-Coro Nadal (* 12. Juli 1895 in Madrid; † 13. Januar 1977 in Barcelona) war ein spanischer Wasserballspieler.

## Karriere
Vila-Coro nahm an den Olympischen Spielen 1920 in Antwerpen teil. Hier erreichte er mit der spanischen Nationalmannschaft den achten Rang.
Auf nationaler Ebene gewann er in den Jahren zwischen 1917 und 1921 fünf Mal die spanische Meisterschaft mit der Mannschaft von Club Natació Barcelona.